# Liparit Avetisyan

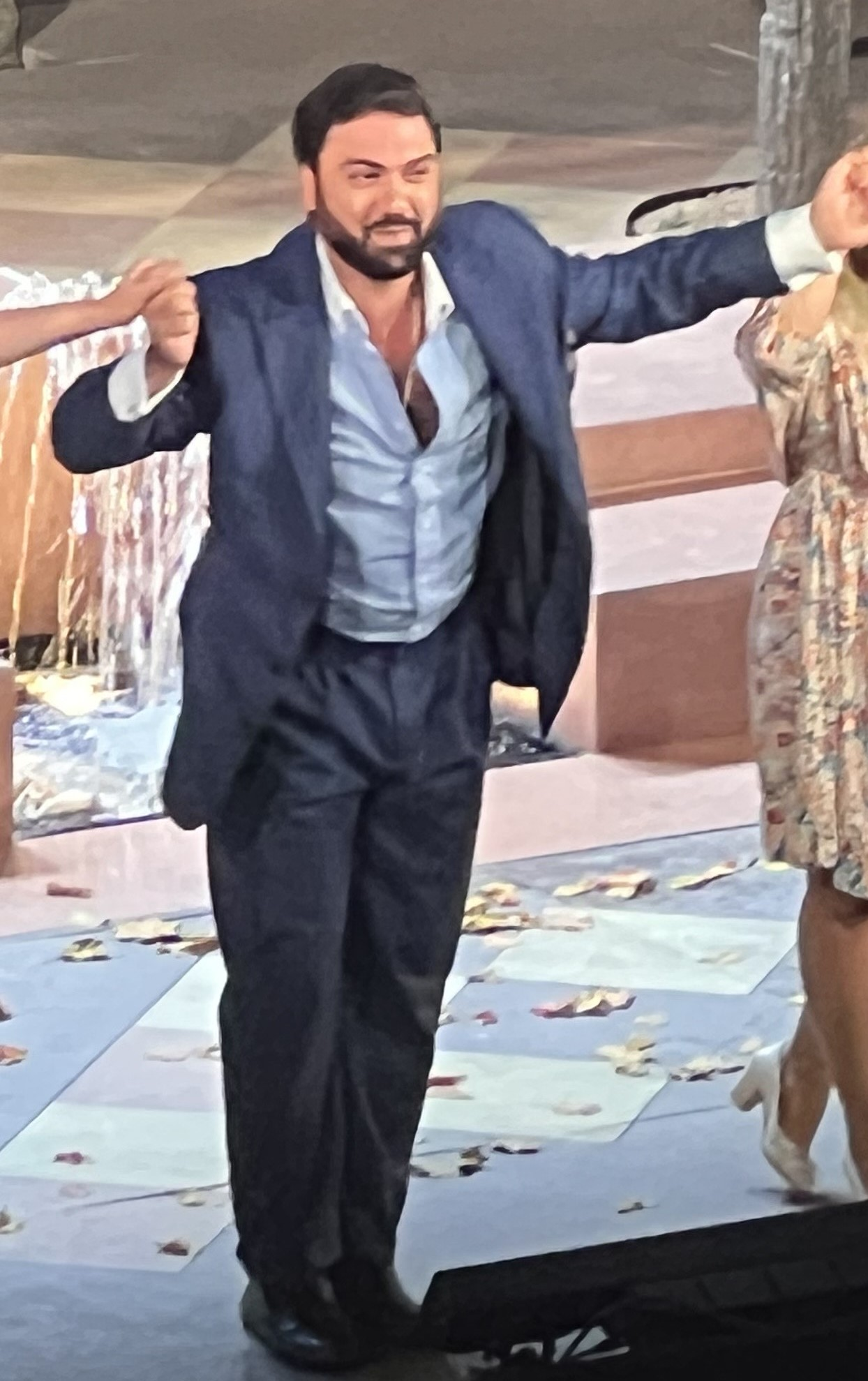
Liparit Avetisyan, 2025

Liparit Avetisyan (armenisch Լիպարիտ Ավետիսյան; geboren 1990 in Jerewan) ist ein armenischer Opernsänger der Stimmlage Tenor.

## Leben und Werk
Die Familie übersiedelte auf die Krim, wo Avetisyan eine Musikschule besuchte. Von 2008 bis 2011 studierte er Gesang am Moskauer Konservatorium, danach am Staatlichen Konservatorium Jerewan. Er gewann zwei zweite Preise bei Gesangswettbewerben. Er wurde an das Armenische Nationale Akademische Operntheater verpflichtet  und konnte sich als Alfredo in La traviata, als Don José in Carmen und junger Zigeuner in Aleko profilieren. Er sang auch mehrfach mit dem Armenischen Nationalen Philharmonischen Orchester. 2015 wurde er als Don José an die Uraloper in Jekaterinburg engagiert, 2016 als Des Grieux in Manon an das Moskauer Stanislawski- und Nemirowitsch-Dantschenko-Musiktheater. Er kehrte mehrmals und in weiteren Rollen an dieses Haus zurück und gastierte mit der Truppe auch in China.
Seit 2016 folgten internationale Auftritte, zum Beispiel als Fenton im Falstaff an der Oper Köln, an der Oper Frankfurt, der Opera Australia, am Londoner Royal Opera House, als Alfredo in La traviata und als Rodolfo in La Bohème, in London auch als Nemorino an der Seite von Pretty Yende. Weitere Engagements führten ihn an die Seattle Opera, die Semperoper, die Hamburgische Staatsoper, die Bayerische Staatsoper, die Deutsche Oper Berlin, das Bolschoi-Theater, das Festival de Peralada und die Opéra national du Rhin in Straßburg.
Avetisyan wirkt auch als Konzertsänger. 2015 debütierte er gemeinsam mit Jewgeni Kissin bei Benefizkonzerten in der  Carnegie Hall und im Music Center at Strathmore in Washington D.C., gewidmet der 100-jährigen Wiederkehr des Genozids an den Armeniern. Er trat weiters beim XXI. Internationalen Musikfestival Stars of the White Nights in Sankt Petersburg auf, beim Osterfestival Moskau, beim Ludwig van Beethoven Osterfest in Polen, beim MustonenFest in Estland und auf der Musikmesse Midem in Frankreich. 2020 sang er zum Gedenken an die Opfer der Explosionskatastrophe in Beirut das Pietà, Signore von Alessandro Stradella. Zu seinem Konzertrepertoire zählen u. a. die Totenmessen von Mozart und Verdi sowie Das Lied von der Erde von Gustav Mahler. Er gibt auch Liederabende, beispielsweise regelmäßig in St John’s, Smith Square in London. In Moskau stellte er sich als Liedsänger mit Schumanns Zyklus Dichterliebe vor.
Avetisyan arbeitete unter der Leitung von Dirigenten wie zum Beispiel Juozas Domarkas, Michael Güttler, Vladimir Jurowski, Vahan Martirosyan, Constantin Orbelian, Anton Orlov, Lior Shambadal und Eduard Topchjan.

## Rollenspektrum
Liparit Avetisyan lässt sich nicht auf ein Stimmfach festlegen, er singt lyrische Partien ebenso wie jugendlich-dramatische Rollen oder das Spinto-Fach. Chronologisch gesehen reichen seine Rollen von Mozart bis in die erste Hälfte des 20. Jahrhunderts. Er singt in mindestens sechs Sprachen – italienisch, französisch, spanisch, deutsch, russisch und armenisch. Die am häufigsten verkörperten Partien sind Herzog von Mantua und Alfredo Germont in den Verdi-Opern Rigoletto und La traviata, der Conte d’Almaviva in Rossinis Il barbiere di Siviglia und der Don José in Bizets Carmen. Einen weiteren Schwerpunkt stellen die Puccini-Partien dar, Rodolfo, Mario Cavaradossi in Tosca und Rinuccio in Gianni Schicchi.
Von Mozart singt er den Tamino in der Zauberflöte und den Don Ottavio im Don Giovanni, von Donizetti den Edgardo in Lucia di Lammermoor und den Nemorino in L’elisir d’amore. Der Nemorino, den er erfolgreich in London interpretierte, ist bislang seine einzige komische Rolle. Aus dem französischen Repertoire singt er neben dem Don José auch den Des Grieux in Massenets Vertonung der Manon, aus dem russischen Repertoire den Lensky in Tschaikowskis Eugen Onegin, den jungen Zigeuner in Rachmaninows Aleko und den Prinzen in Prokowjews Liebe zu den drei Orangen.
Er wurde mehrfach mit dem jungen Pavarotti verglichen und er hat, wie dieser, keine Scheu vor leichter Muse und U-Musik. Beispielsweise singt er populäre Volkslieder wie Krunk (aus Armenien), Blagodaryu tebya (aus Russland) und Granada (aus Spanien), auch Operettenschlager wie Lippen schweigen und Dein ist mein ganzes Herz von Franz Lehár.

## Diskografie
- Verdi Otello, mit u. a. Jonas Kaufmann, Federica Lombardi, Carlos Álvarez, Virginie Verrez, Dirigent: Antonio Pappano; (Sony; 2022)

## Tondokumente
- Franz Lehar: Lippen schweigen, mit Nino Machaidze, Semperopernball, 2019
- Wolfgang Amadeus Mozart: Dies Bildnis ist bezaubernd schön, 2019
- Antonio Scarlatti: Pietà, Signore, Gedenken an die Opfer der Beiruter Explosionskatastrophe, 2020
- Arno Babajanyan: Blagadaryu tebya, 2021
- Agustin Lara: Granada, 2021